# جين ساسون
جين ساسون (بالإنجليزية: Jean Sasson)‏ هي كاتبة أميركية لها العديد من الأعمال التي لاقت جدلاً واسعاً في الدول العربية والإسلامية. أشهر أعمالها رواية «سلطانة، قصة أميرة سعودية» تتحدث فيها عن بنية المجتمع السعودي من خلال سرد سيرة ذاتية حقيقية لأميرة سعودية من الأسرة المالكة مقربة من ملك سعودي سابق، ومدى الانحلال السياسي والاقتصادي والاجتماعي في هذه الأسرة، والمشاكل التي يواجهها المجتمع السعودي والمملكة بشتى الميادين، وكتاب نشأة بن لادن.